# Finn Malmgrens plan

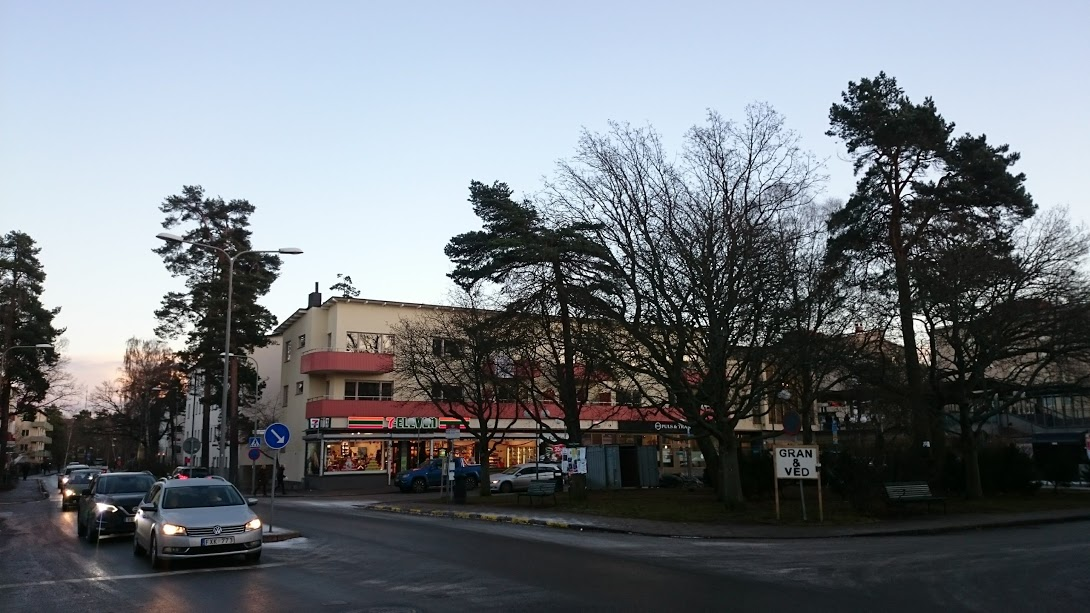
Finn Malmgrens plan och fastigheten Botanikern 1, december 2017.

Finn Malmgrens plan är en gata och ett torg med parkinslag i Hammarbyhöjden i Stockholm. Finn Malmgrens plan avgränsas av Petrejusvägen i norr, Hammarbyhöjdens tunnelbanestation och Tidaholmsplan i söder samt Finn Malmgrens väg som genomkorsar i öst och väst.
Vid Finn Malmgrens plan står statyn Avskedet på polarisen tillägnad Finn Malmgren, därav namnet på platsen och angränsande Finn Malmgrens väg. 
Det finns flera ekar och tallar vid torget som bevarades när det byggdes på 1930-talet. 

## Historia
Stora delar av bebyggelsen i närmast anslutning till Finn Malmgrens plan är grön-klassad av Stockholms stadsmuseum - bebyggelse som är särskilt värdefull från historisk, kulturhistorisk, miljömässig eller konstnärlig synpunkt. 

## Fastighetsbeteckning
Nedan följer fastigheterna med adress Finn Malmgrens plan. 
| Fastighet           | Gatnr.     | Byggår | Arkitekt                   |
| ------------------- | ---------- | ------ | -------------------------- |
| Botanikern 1        | 9, 11, 13  | 1938   | Björn Hedvall              |
| Geografen 1         | 10, 12, 14 | 1938   | Allan Werner               |
| Meteorologen 8      | 6, 8       | 1938   | Allan Werner               |
| Upptäcktsresanden 7 | 5, 7       | 1938   | Björn Hedvall              |
| Upptäcktsresanden 8 | 1, 3       | 1938   | Allan Werner, John Moqvist |

## Bildgalleri

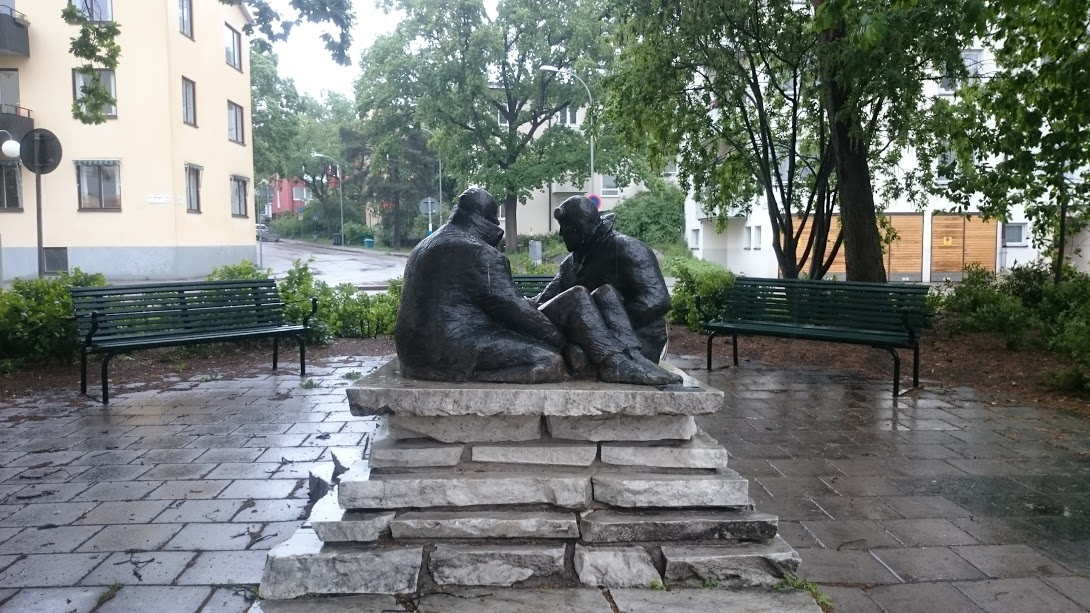
Statyn Avskedet på polarisen.
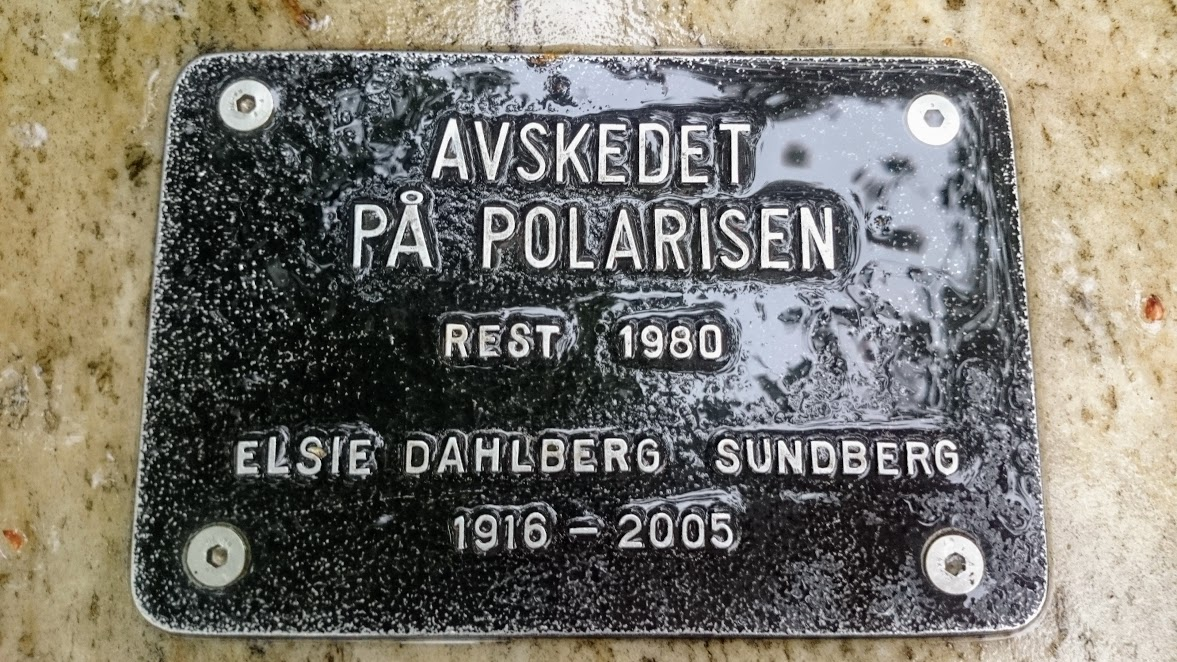
Informationsskylt.
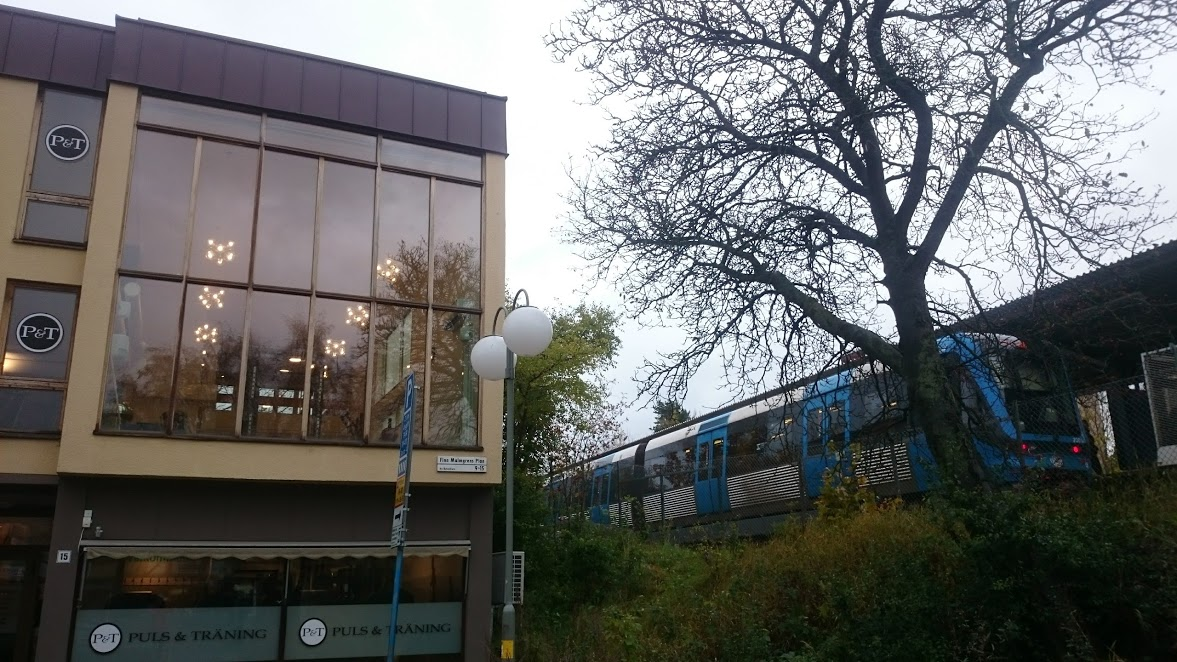
Gym bredvid tunnelbanan.